# Wrap (pokrm)
Wrap (česká výslovnost [vrap] či [vrɛp]; anglická výslovnost [ræp]) je pokrm tvořený chlebovou plackou omotanou kolem náplně. Náplň je obvykle tvořena studenými plátky masa spolu s dalšími surovinami, jako je trhaný salát, krájená rajčata, houby, slanina, cibule, sýr, pico de gallo, guacamole a omáčka či dresink. Jako „obal“ se používá např. tortilla z pšeničné mouky, lavaš nebo pita.